# Claravaus
Claravaus (en francès, Clairavaux) és una comuna (municipi) de França, a la regió de Nova Aquitània, departament de la Cruesa.
La seva població en el cens del 2007 era de 155 habitants. Està integrada a la Communauté de Communes des Sources de la Creuse.

## Administració
| Període | Identitat   | Partit |
| ------- | ----------- | ------ |
| 2001-   | René Forest |        |